# Station Haymarket
Station Haymarket is een spoorwegstation in de Schotse hoofdstad Edinburgh. Het is gelegen in de wijk Haymarket en is na station Edinburgh Waverley het grootste van de stad.
Het station is in handen van ScotRail. Vanaf het station rijden treinen naar het westen en noorden van Schotland, waaronder Falkirk (High), Glasgow (via diverse routes) en Fife. Ook rijden er treinen naar diverse stations in en om Edinburgh, waaronder Waverley.

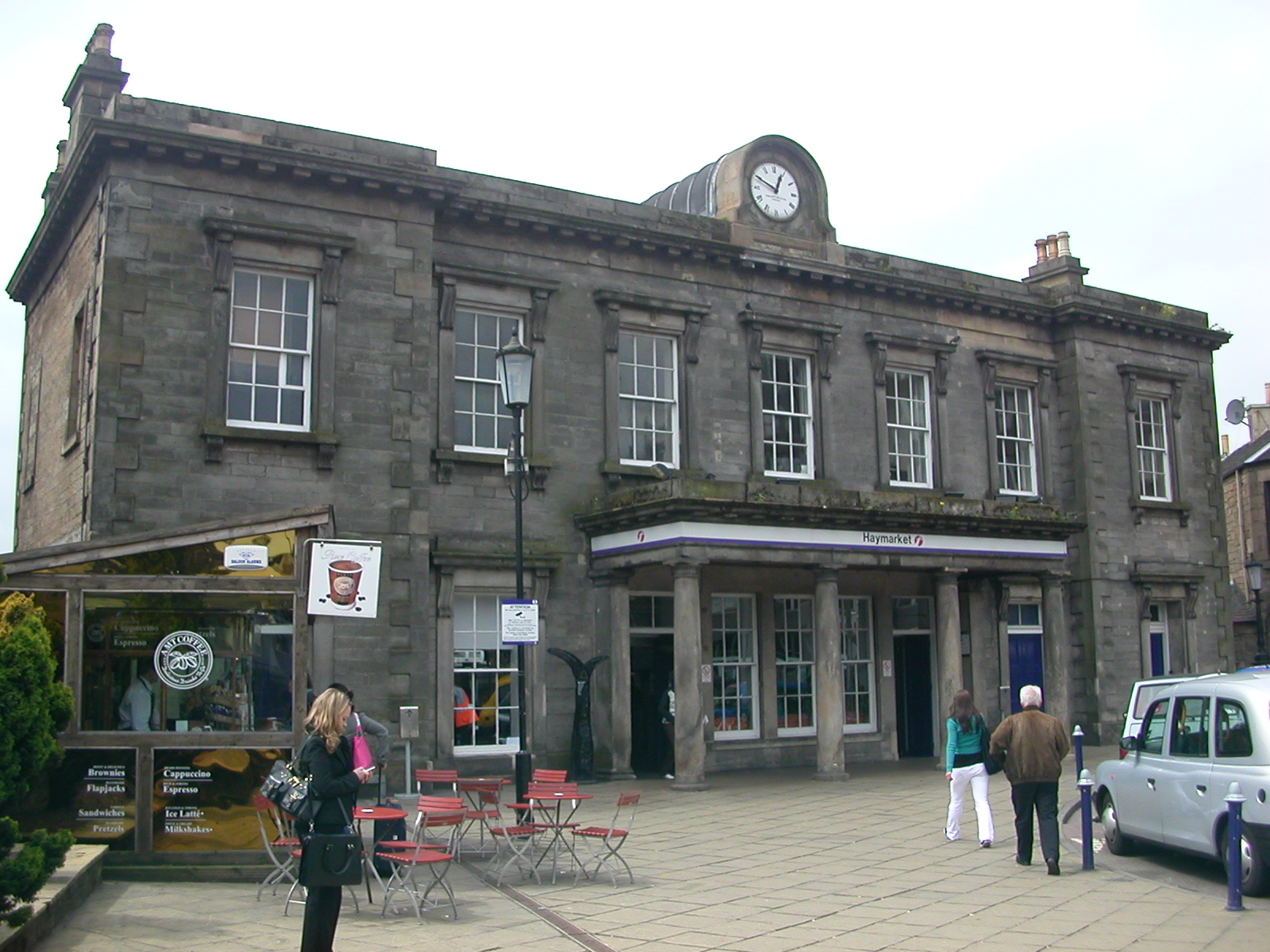
Oude stationsgebouw (nog in gebruik als zij-ingang)
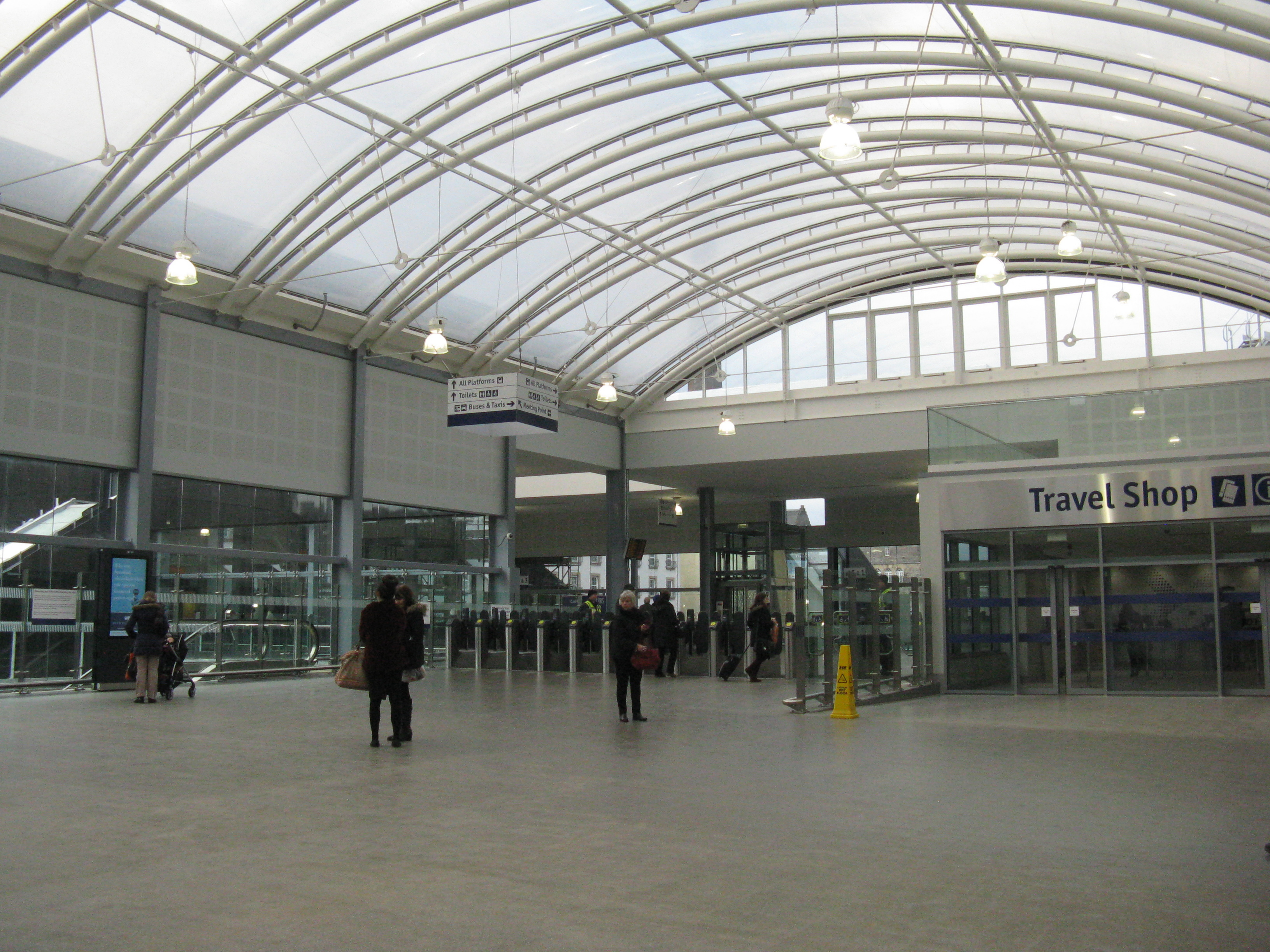
Stationshal

Glasgow Queen Street · Croy · Falkirk High · Polmont · Linlithgow · Edinburgh Park · Haymarket · Edinburgh Waverley